# 提普·奥尼尔
小托马斯·菲利普·“提普”·奥尼尔（英語：Thomas Phillip "Tip" O'Neill Jr.，1912年12月9日—1994年1月5日）是一位美国民主党籍政治人物，于1977－1987年间任美国众议院议长，1953－1987年间任马萨诸塞州联邦众议员。他是目前为止唯一一位连续任满5个任期的美国众议院议长，也是美国历史上在职时间第三长的众议院议长，仅次于塞缪尔·雷伯恩和亨利·克莱。
奥尼尔出生于马萨诸塞州北部的剑桥，年轻时即参与政治活动，在1928年总统大选中为候选人艾尔弗雷德·E·史密斯作竞选活动志愿者。自波士顿学院毕业后，奥尼尔赢得马萨诸塞州众议院议席，成为富兰克林·罗斯福新政的强力倡导者。他于1949年成为马萨诸塞州众议院议长，并于1952年当选为联邦众议员，接替由约翰·F·肯尼迪留下的议席。
在众议院，奥尼尔成为马萨诸塞州联邦众议员约翰·麦考马克的得意门生。 1967年因越南战争与总统林登·约翰逊分道扬镳，并在水门事件中呼吁理查德·尼克松总统辞职。20世纪70年奥尼尔的仕途高歌猛进，1971年成为多数党党鞭；73年成为多数党领袖；77年升任众议院议长。吉米·卡特当选后，他提出建立全民医保和就业计划。但卡特与国会关系崩溃，致使1980年总统大选民主党失利。奥尼尔成为共和党总统罗纳德·里根保守的国内政策的主要政敌。但两人在外交政策上是一致的，他们促成了1985年英国－爱尔兰协定，并在苏联－阿富汗战争实行里根主义政策。
奥尼尔于1987年从国会退休，但仍活跃于公共活动中。他出版了畅销自传，并常在广告和其他媒体上露面。1994年奥尼尔因心脏骤停过世，享壽81岁。

## 早年生活和教育
奥尼尔是老托马斯·菲利普·奥尼尔与罗斯·安妮·奥尼尔（娘家姓托兰）的第三个孩子，出生在当时称为“老都柏林”的马萨诸塞州北剑桥的爱尔兰中产阶级社区。奥尼尔的母亲在他九个月大的时候就去世了，他孩提大部分时间都是由一位法裔加拿大人管家照顾长大的，直到八岁时其父再婚。老奥尼尔是本行是泥瓦匠，后来在赢得剑桥市议会一个议席，被任命为市下水道管理员，开启从政之路。奥尼尔童年时，他那来源于加拿大棒球运动员詹姆斯·提普·奥尼尔的绰号得到普遍承认。他在罗马天主教学校接受教育，1931年毕业于现已不存在的剑桥圣约翰高中，曾任校篮球队队长；他是学校所在的圣约翰福音传教士教会教区的终身教区居民。后进入波士顿学院学习，1936年毕业。

## 初入政坛
奥尼尔在15岁就开始积极参与政治活动，并在1928年美国总统选举中为民主党候选人阿尔·史密斯工作。四年后，他又帮助富兰克林·罗斯福竞选。作为波士顿学院的一名大四学生，奥尼尔出马参选剑桥市议会的一个议席，但其人生首场公职选举以失利告终。这场选举的经验教训教会他日后最常引用的警句：“所有政治都是地方性的”。
1936年毕业后，奥尼尔以二十四岁之龄当选马萨诸塞州众议员，期间受到他经济困难时期的选民们帮助；这些经历使他成为即将结束的罗斯福新政的有力倡导者。其传记作者约翰·阿洛伊修斯·法瑞尔说，奥尼尔的大萧条时期波士顿工人阶级的背景以及他对天主教信仰的理解，使奥尼尔形成政府应干预医治社会沉疴的观点。法瑞尔写道，奥尼尔是“绝对的、无悔的、顽固不化的新政民主党人”。
1949年，他成为马萨诸塞州众议院历史上首位民主党籍议长，在任三年，直到1952年他从家乡所在选区竞选美国众议院议席。

## 联邦众议员

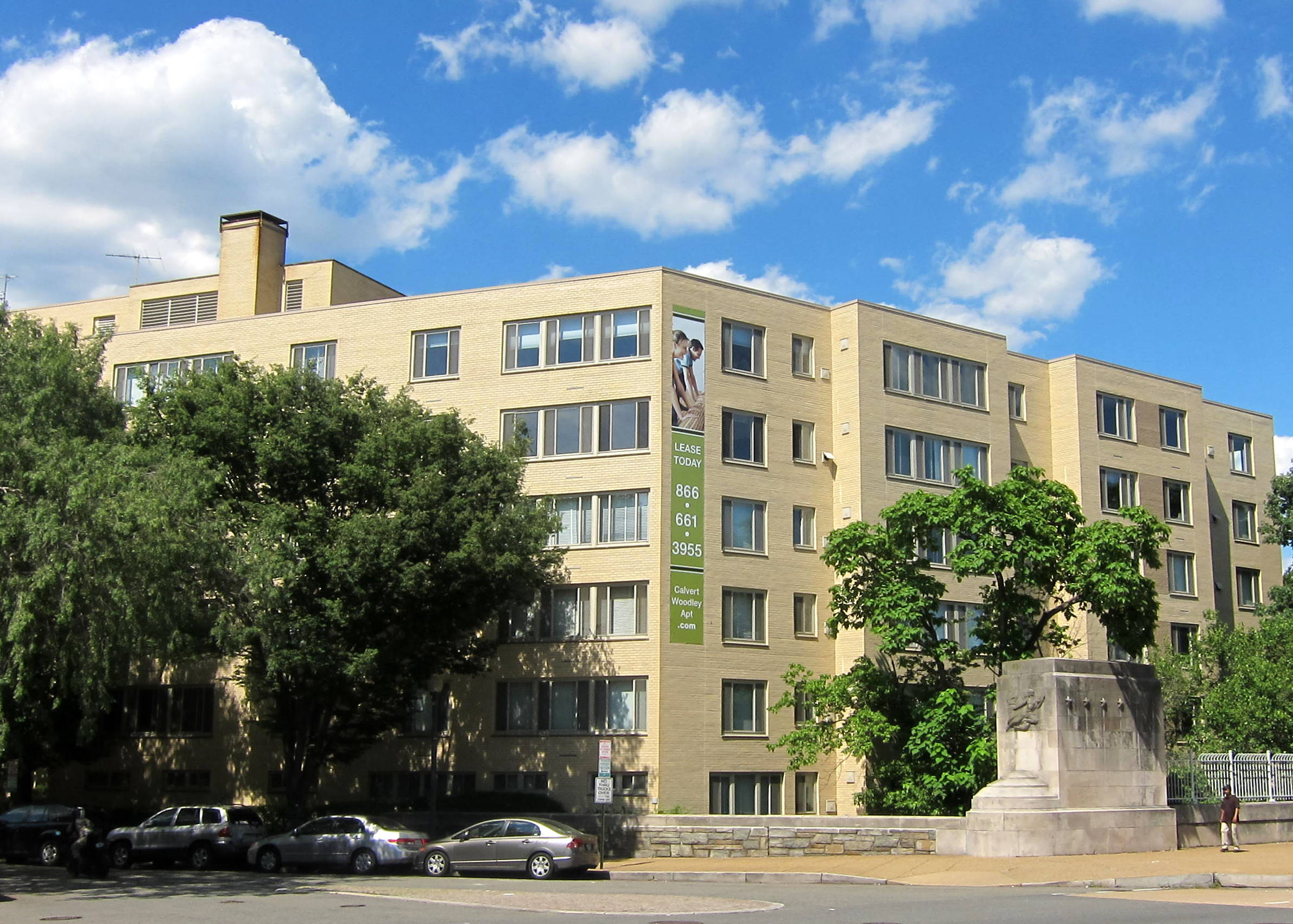
1964到1978年间奥尼尔在华盛顿特区的居所

1952年，奥尼尔补缺即将高升联邦参议员的约翰·肯尼迪当选为联邦众议员，此后他将稳如泰山的16次连任。其选区以波士顿北部为中心，最初被命名为第11选区，1963年改为第8选区。
在第二任期内，奥尼尔被选入众议院规则委员会，在那里他向民主党领导层证明了自己的宝贵价值 ，特别是他的导师、同样来自波士顿的众议员和后来的议长约翰·威廉·麦考马克。
在越南战争周边问题陷入困境后，1967年奥尼尔正式与林登·约翰逊总统决裂，成为反对美国参与越战的领军人物。奥尼尔在他的自传中写道，他也确信越南的冲突本质上是内战，美国的参与在道德上即是错误的。这一决定引起其选区的一些年老选民不满，但赢得了大学院校教职人员和学生们的支持。在众议院内，奥尼尔得到了持反对意见的年轻议员的信任和支持，这些人成为帮助奥尼尔崛起的重要朋友。
1971年，奥尼尔被任命为众议院民主党第三号人物，多数党党鞭。两年后的1973年，一架运载着多数党领袖黑尔·伯格斯和众议员尼克·贝吉奇的小型飞机在阿拉斯加失事，奥尼尔被选为众议院多数党领袖，接替伯格斯的工作。作为多数党领袖，奥尼尔因水门事件丑闻要求弹劾理查德·尼克松总统而成为众议院中最显赫的民主党人。

## 联邦众议院议长

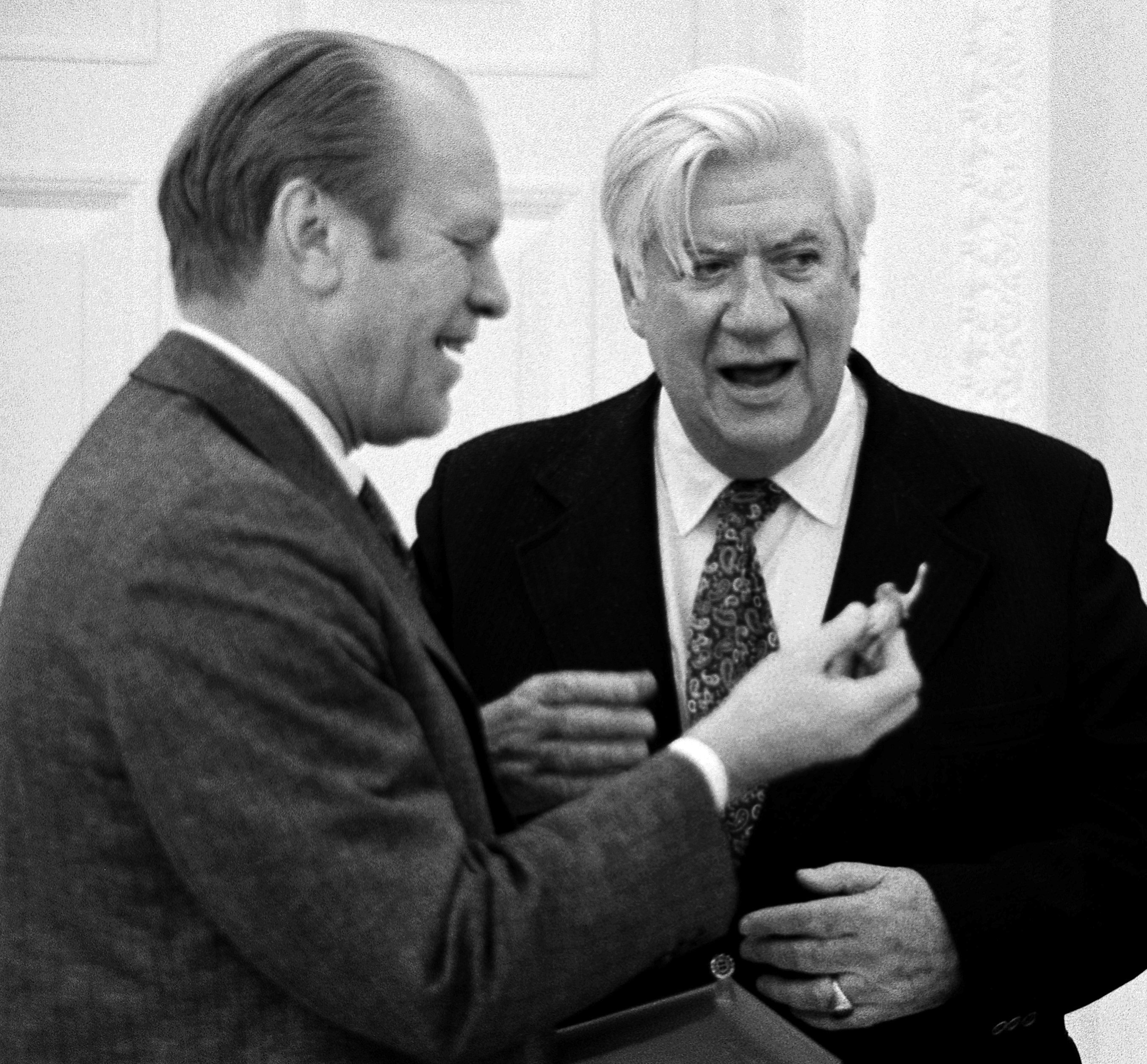
1976年，奥尼尔与杰拉尔德·福特总统

由于卷入韩国说客朴东宣寻租丑闻，众议院议长卡尔·阿尔伯特退休，奥尼尔于1977年当选议长，同年吉米·卡特出任美国总统。

### 卡特行政分支
民主党执政加上在国会多数席位明显，奥尼尔希望本党能够实现全民医保和就业方案等民主派立法。然而民主党缺乏党纪约束，同时卡特与奥尼尔在1977年推行伦理和能源立法计划时出现分歧，这是一重大失误。卡特威胁要否决一项水务项目法案，而这是许多国会议员的心头肉。奥尼尔和其他民主党领导层成员对卡特任命为联邦官员和白宫幕僚的一些佐治亚州旧部感到不满，奥尼尔认为这些佐治亚人傲慢而狭隘。
奥尼尔也推迟了卡特削减行政人员和缩小白宫娱乐性活动规模的节俭行为。身为美南浸信会信徒的卡特甚至在白宫取消了除啤酒和葡萄酒以外的所有酒类供应。正如卡特的任期刚刚开始的1977年初，国会山上的民主党领导人被邀请到白宫与新总统共进早餐，卡特只为他们准备了小甜饼和咖啡。而饮啖兼人的奥尼尔事先觉得白宫会像原来那样提供鸡蛋和香肠。他看着桌子对面的卡特说：“总统先生……你知道，我们现在当家了。”卡特是有着改革思想的执行者，经常和奥尼尔就立法发生冲突。作为议长的奥尼尔想要奖赏那些忠诚的民主党人，但卡特总统总是收紧钱袋子。经济持续疲软，伊朗人质危机使得卡特和民主党在1980年众议院和总统选举中前景暗淡。

### 里根行政分支
奥尼尔是里根行政分支内政和防务政策的主要反对者。1980年大选后，共和党控制了美国参议院，奥尼尔成为国会反对派的领导人。奥尼尔甚至称罗纳德·里根是“白宫史上最无知的主人”，以及“笑面胡佛”和“自私的啦啦队长”。他还表示，里根的政策意味着他的总统任期就是“一个有钱人的圣诞大派对”。私下里，奥尼尔和里根关系亲近，或者按里根自己在回忆录里所说，他们是“下午六点以后”的朋友。在同一部回忆录中里根对自己曾在演讲中人身攻击奥尼尔表示怀疑，解释称“下午六点之前全是政治”。里根曾经在演讲中将奥尼尔与经典街机游戏“吃豆人”进行了比较，形容奥尼尔是吞噬钱币的圆形物品。他还曾经开玩笑说自己收到了奥尼尔的一张情人节贺卡：“我一看就知道是提普给我的，因为心在渗血（heart was bleeding，也有调侃作为自由主义者的奥尼尔心肠过软的意思）。”
然而，奥尼尔默许了民主党众议员查理·威尔逊在苏联－阿富汗战争中执行里根主义，威尔逊以自己在众议院拨款委员会的职务和与中情局官员贾斯特·艾弗洛科托斯的关系，暗中通过中情局提供经费、武器与人员，支持援助阿富汗圣战者对抗苏联入侵。
1981年3月里根遇刺时，触发的美国宪法第二十五条修正案涉及到奥尼尔，引发争议。国务卿亚历山大·黑格在回答关于当时由谁负责的问题（总统被麻醉、乔治·布什副总统正在飞行途中）时说“一切由我负责”，但后来有人指出，在继任顺序上奥尼尔排在黑格之前。但当时里根只被麻醉了几个小时，而众议院议长若继任总统需辞去立法分支的职务，所以没有按照正式程序安排。

### 北爱尔兰
奥尼尔作为议长的最大成就之一涉及北爱尔兰。奥尼尔与诸美国爱尔兰裔政治家们：纽约州州长休·凯里、联邦参议员泰德·肯尼迪和丹尼尔·帕特里克·莫伊尼汉共同制定了交战各方之间的和平协议，这四位被称为“四骑士”。自1977年“圣帕特里克节宣言”谴责北爱尔兰暴力活动开始，直到1985年《英国-爱尔兰协议》签署爱尔兰接受一揽子援助，“四骑士”说服卡特和里根行政分支向英国政府施压。1981年，奥尼尔还与肯尼迪、莫伊尼汉一道创立了“爱尔兰之友”组织以促进北爱和平进程。